# 78124 Cicalò
78124 Cicalò è un asteroide della fascia principale. Scoperto nel 2002, presenta un'orbita caratterizzata da un semiasse maggiore pari a 2,2663466 UA e da un'eccentricità di 0,0872337, inclinata di 1,79112° rispetto all'eclittica.